# Emile van Pelt
Emile van Pelt (Hilversum, 14 april 1958) is een Nederlands pianist en musicoloog.

## Levensloop
Emile van Pelt studeerde aan de Universiteit van Utrecht. Hier voltooide hij in 1988 de studie musicologie met de doctoraalscriptie filmmuziek binnen het Socialistisch realisme. Ook studeerde hij hoorn en piano aan het conservatorium van Hilversum. In de periode 1986 tot 1996 speelde hij regelmatig als pianist in de La Vida band op het North Sea Jazz Festival. Hij houdt zich bezig met verschillende muzieksoorten. Zo speelde hij onder meer hoorn in het Ricciotti Ensemble, het Asko Ensemble en in een klezmerband.
Naast een reguliere baan als radiotherapeutisch laborant in het VUmc is Emile van Pelt op dit moment vooral actief als begeleidend pianist in het New Orleans idioom.

## Piano
Emile van Pelt speelt op een manier die wordt gekenmerkt door het combineren van klankkleuren en verschuivende patronen van linker- en rechterhand.
In zijn muziek hoor je muzikale invloeden terug van eigentijdse New Orleans muziek van bijvoorbeeld Professor Longhair, de archaïsche blues van Richard M. Jones maar ook de ritmiek en kleuring van Ray Charles, Jimmy Yancey, Tom Waits en Thelonious Monk.
Hij werkte samen met veel musici in binnen en buitenland waaronder Freddie Kohlman, Louis Nelson, de Olympia Brassband uit New Orleans, Milly Scott en Rosa King.